# Coppa Italia Lega Nazionale Pallacanestro 2021
La Coppa Italia Lega Nazionale Pallacanestro 2021, denominata Coppa Italia Old Wild West 2021 per ragioni di sponsorizzazione, è una competizione di pallacanestro maschile per squadre di Serie A2 e Serie B.
I palazzetti utilizzati per la manifestazione, che si svolge tra il 2 e il 4 aprile 2021, sono il Palasport di Cervia e il Palasport Flaminio di Rimini.

## Formula
- Serie A2: partecipano alla Final Eight otto squadre, ovvero le prime quattro squadre classificate al termine del girone d'andata dei due gironi di Serie A2.
- Serie B: si qualificano alla Final Eight otto squadre, ovvero le prime squadre classificate al termine del girone andata e ritorno degli otto gironi di Serie B.

## Squadre

### Serie A2
Girone Verde
1. Derthona Basket
2. Basket Torino
3. G.M. OrziBasket
4. Amici Pall. Udinese

Girone Rosso
1. Pall. Forlì 2.015
2. Napoli Basket
3. Scafati Basket
4. Kleb Ferrara

### Serie B
A seguito di alcuni casi di positività al covid-19 all'interno di alcune squadre e dalle disposizioni rilasciate dalle ASL territoriali, alcune squadre non hanno potuto partecipare, in tal modo la Lega ha provveduto al ripescaggio di altre squadre secondo la classifica finale al termine della prima fase.
A1.  Rinascita B. Rimini

A2.  Libertas Livorno 1947 (in sostituzione di San Giobbe Chiusi e San Miniato)

B1.  Fortitudo Agrigento

B2.  Pall. Piacentina

C1.  UEB Cividale

C2.  Pall. Roseto (in sostituzione di Fabriano)
 
D1.  Sebastiani Rieti

D2.  CUS Jonico Taranto

## Risultati

### Serie A2

#### Final Eight
|  | Quarti di finale | Quarti di finale    | Quarti di finale    |                     |                   | Semifinali      | Semifinali | Semifinali |  |  | Finale | Finale        | Finale |
|  |                  |                     |                     |                     |                   |                 |            |            |  |  |        |               |        |
|  | 1V               | Derthona Basket     | 70                  |                     |                   |                 |            |            |  |  |        |               |        |
|  | 4R               | Kleb Ferrara        | 58                  |                     |                   |                 |            |            |  |  |        |               |        |
|  | 4R               | Kleb Ferrara        | 58                  |                     | 1V                | Derthona Basket | 89         |            |  |  |        |               |        |
|  |                  |                     |                     |                     | 1V                | Derthona Basket | 89         |            |  |  |        |               |        |
|  |                  | 2R                  | Napoli Basket       | 92                  |                   |                 |            |            |  |  |        |               |        |
|  | 2R               | 2R                  | Napoli Basket       | 92                  | Napoli Basket     | 80              |            |            |  |  |        |               |        |
|  | 2R               |                     |                     |                     | Napoli Basket     | 80              |            |            |  |  |        |               |        |
|  | 3V               | G.M. OrziBasket     | 69                  |                     |                   |                 |            |            |  |  |        |               |        |
|  |                  |                     |                     |                     |                   |                 |            |            |  |  | 2R     | Napoli Basket | 80     |
|  |                  |                     | 4V                  | Amici Pall. Udinese | 69                |                 |            |            |  |  |        |               |        |
|  | 2V               | Basket Torino       | 76                  |                     |                   |                 |            |            |  |  |        |               |        |
|  | 3R               | Scafati Basket      | 84                  |                     |                   |                 |            |            |  |  |        |               |        |
|  | 3R               | Scafati Basket      | 84                  |                     | 3R                | Scafati Basket  | 51         |            |  |  |        |               |        |
|  |                  |                     |                     |                     | 3R                | Scafati Basket  | 51         |            |  |  |        |               |        |
|  |                  | 4V                  | Amici Pall. Udinese | 72                  |                   |                 |            |            |  |  |        |               |        |
|  | 1R               | 4V                  | Amici Pall. Udinese | 72                  | Pall. Forlì 2.015 | 62              |            |            |  |  |        |               |        |
|  | 1R               |                     |                     |                     | Pall. Forlì 2.015 | 62              |            |            |  |  |        |               |        |
|  | 4V               | Amici Pall. Udinese | 67                  |                     |                   |                 |            |            |  |  |        |               |        |

#### Finale
| Arbitri: | Attard (Firenze) Lucotti (Binasco) |

|                                                |            |                                     |
| Mayo 26 Iannuzzi, Uglietti 12 Marini, Parks 10 | Punti      | 16 Antonutti 12 Foulland 11 Johnson |
| Mayo 3                                         | Assist     | 6 Johnson                           |
| Iannuzzi 9                                     | Rimbalzi   | 7 Antonutti                         |
| Stefano Sacripanti                             | Allenatori | Matteo Boniciolli                   |

| Quintetto titolare | Quintetto titolare | Quintetto titolare | Pt   | Rim  | Ass  |
| ------------------ | ------------------ | ------------------ | ---- | ---- | ---- |
| P                  | 14                 | Josh Mayo          | 26   | 2    | 3    |
| G                  | 13                 | Pierpaolo Marini   | 10   | 3    | 1    |
| AP                 | 21                 | Eric Lombardi      | 2    | 2    | 1    |
| AG                 | 11                 | Jordan Parks       | 10   | 5    | 1    |
| C                  | 0                  | Andrea Zerini      | 5    | 3    | 0    |
| Panchina:          |                    |                    |      |      |      |
| C                  | 7                  | Antonio Iannuzzi   | 12   | 9    | 0    |
| G                  | 9                  | Amar Klacar        | n.e. | n.e. | n.e. |
| G                  | 12                 | Daniele Sandri     | 0    | 2    | 1    |
| AP                 | 16                 | Lorenzo Uglietti   | 12   | 6    | 0    |
| P                  | 32                 | Diego Monaldi      | 3    | 1    | 2    |
| Allenatore:        |                    |                    |      |      |      |
| Stefano Sacripanti |                    |                    |      |      |      |

| GeVi Napoli |  | Apu Old Wild West Udine |

| Napoli        | Statistics         | Udine         |
| ------------- | ------------------ | ------------- |
|               | Statistics         |               |
| 18/44 (41.0%) | Tiro da 2          | 13/26 (50.0%) |
| 9/29 (31.0%)  | Tiro da 3          | 10/24 (42.0%) |
| 17/21 (81.0%) | Tiri liberi        | 13/22 (59.0%) |
| 18            | Rimbalzi offensivi | 9             |
| 20            | Rimbalzi difensivi | 28            |
| 38            | Rimbalzi totali    | 37            |
| 9             | Assist             | 15            |
| 5             | Palle perse        | 20            |
| 7             | Palle rubate       | 1             |
| 2             | Stoppate           | 1             |
| 18            | Falli              | 22            |

| Vincitrice Coppa Italia Serie A2 2021 |
| ------------------------------------- |
| Napoli Basket 1º titolo               |

| Quintetto titolare | Quintetto titolare | Quintetto titolare   | Pt   | Rim  | Ass  |
| ------------------ | ------------------ | -------------------- | ---- | ---- | ---- |
| P                  | 21                 | Marco Giuri          | 10   | 5    | 5    |
| G                  | 3                  | Dominique Johnson    | 11   | 3    | 6    |
| AP                 | 5                  | Lodovico Deangeli    | 5    | 2    | 1    |
| AG                 | 9                  | Michele Antonutti    | 16   | 7    | 0    |
| C                  | 20                 | Nana Foulland        | 12   | 3    | 0    |
| Panchina:          |                    |                      |      |      |      |
| P                  | 7                  | Riccardo Spangaro    | n.e. | n.e. | n.e. |
| PG                 | 8                  | Matteo Schina        | 0    | 3    | 2    |
| GA                 | 12                 | Joseph Mobio         | 2    | 5    | 0    |
| AP                 | 15                 | John Agbara          | n.e. | n.e. | n.e. |
| G                  | 22                 | Vittorio Nobile      | 5    | 3    | 0    |
| C                  | 29                 | Francesco Pellegrino | 3    | 0    | 0    |
| AP                 | 31                 | Nazzareno Italiano   | 5    | 0    | 1    |
| Allenatore:        |                    |                      |      |      |      |
| Matteo Boniciolli  |                    |                      |      |      |      |

### Serie B

#### Final Eight
|  | Quarti di finale | Quarti di finale      | Quarti di finale    |                  |              | Semifinali            | Semifinali | Semifinali |  |  | Finale | Finale           | Finale |
|  |                  |                       |                     |                  |              |                       |            |            |  |  |        |                  |        |
|  | A2               | Libertas Livorno 1947 | 63                  |                  |              |                       |            |            |  |  |        |                  |        |
|  | D2               | CUS Jonico Taranto    | 62                  |                  |              |                       |            |            |  |  |        |                  |        |
|  | D2               | CUS Jonico Taranto    | 62                  |                  | A2           | Libertas Livorno 1947 | 67         |            |  |  |        |                  |        |
|  |                  |                       |                     |                  | A2           | Libertas Livorno 1947 | 67         |            |  |  |        |                  |        |
|  |                  | B2                    | Pall. Piacentina    | 72               |              |                       |            |            |  |  |        |                  |        |
|  | C2               | B2                    | Pall. Piacentina    | 72               | Pall. Roseto | 69                    |            |            |  |  |        |                  |        |
|  | C2               |                       |                     |                  | Pall. Roseto | 69                    |            |            |  |  |        |                  |        |
|  | B2               | Pall. Piacentina      | 71                  |                  |              |                       |            |            |  |  |        |                  |        |
|  |                  |                       |                     |                  |              |                       |            |            |  |  | B2     | Pall. Piacentina | 69     |
|  |                  |                       | D1                  | Sebastiani Rieti | 66           |                       |            |            |  |  |        |                  |        |
|  | A1               | Rinascita B. Rimini   | 64                  |                  |              |                       |            |            |  |  |        |                  |        |
|  | D1               | Sebastiani Rieti      | 73                  |                  |              |                       |            |            |  |  |        |                  |        |
|  | D1               | Sebastiani Rieti      | 73                  |                  | D1           | Sebastiani Rieti      | 77         |            |  |  |        |                  |        |
|  |                  |                       |                     |                  | D1           | Sebastiani Rieti      | 77         |            |  |  |        |                  |        |
|  |                  | B1                    | Fortitudo Agrigento | 63               |              |                       |            |            |  |  |        |                  |        |
|  | C1               | B1                    | Fortitudo Agrigento | 63               | UEB Cividale | 64                    |            |            |  |  |        |                  |        |
|  | C1               |                       |                     |                  | UEB Cividale | 64                    |            |            |  |  |        |                  |        |
|  | B1               | Fortitudo Agrigento   | 69                  |                  |              |                       |            |            |  |  |        |                  |        |

#### Finale
| Arbitri: | Attard (Firenze) Lucotti (Binasco) |

|                                |            |                                |
| Vico 26 Perin 20 Sacchettini 8 | Punti      | 15 Loschi 13 Ndoja 12 Di Pizzo |
| Vico 3                         | Assist     | 3 Traini                       |
| Planezio 8                     | Rimbalzi   | 11 Ndoja                       |
| Federico Campanella            | Allenatori | Alex Righetti                  |

| Quintetto titolare  | Quintetto titolare | Quintetto titolare  | Pt   | Rim  | Ass  |
| ------------------- | ------------------ | ------------------- | ---- | ---- | ---- |
| P                   | 6                  | Sebastian Vico      | 26   | 7    | 3    |
| G                   | 5                  | Marco Perin         | 20   | 4    | 1    |
| AP                  | 9                  | Lorenzo De Zardo    | 5    | 4    | 1    |
| AG                  | 10                 | Marco Planezio      | 3    | 8    | 1    |
| C                   | 18                 | Michael Sacchettini | 8    | 4    | 1    |
| Panchina:           |                    |                     |      |      |      |
| P                   | 3                  | Eduardo Pedroni     | 0    | 0    | 0    |
| G                   | 4                  | Nicolò Guerra       | n.e. | n.e. | n.e. |
| G                   | 7                  | Zakaria El Agabani  | n.e. | n.e. | n.e. |
| G                   | 12                 | Mark Czumbel        | 0    | 3    | 0    |
| C                   | 20                 | Duilio Birindelli   | 2    | 4    | 0    |
| AG                  | 27                 | Liam Udom           | 5    | 4    | 2    |
| Allenatore:         |                    |                     |      |      |      |
| Federico Campanella |                    |                     |      |      |      |

| Piacentina Bakery Piacenza |  | Real Sebastiani Rieti |

| Piacenza      | Statistics         | Rieti         |
| ------------- | ------------------ | ------------- |
|               | Statistics         |               |
| 19/43 (44.0%) | Tiro da 2          | 16/40 (40.0%) |
| 4/17 (24.0%)  | Tiro da 3          | 8/25 (32.0%)  |
| 19/28 (68.0%) | Tiri liberi        | 10/14 (71.0%) |
| 11            | Rimbalzi offensivi | 9             |
| 30            | Rimbalzi difensivi | 30            |
| 41            | Rimbalzi totali    | 39            |
| 9             | Assist             | 10            |
| 9             | Palle perse        | 14            |
| 7             | Palle rubate       | 3             |
| 1             | Stoppate           | 0             |
| 19            | Falli              | 28            |

| Vincitrice Coppa Italia Serie B 2021 |
| ------------------------------------ |
| Pallacanestro Piacentina 1º titolo   |

| Quintetto titolare | Quintetto titolare | Quintetto titolare  | Pt   | Rim  | Ass  |
| ------------------ | ------------------ | ------------------- | ---- | ---- | ---- |
| P                  | 26                 | Andrea Traini       | 8    | 9    | 3    |
| G                  | 25                 | Klaudio Ndoja       | 13   | 11   | 1    |
| AP                 | 8                  | Mathias Drigo       | 0    | 1    | 1    |
| AG                 | 11                 | Federico Loschi     | 15   | 0    | 2    |
| C                  | 15                 | Paolo Paci          | 10   | 2    | 0    |
| Panchina:          |                    |                     |      |      |      |
| A                  | 0                  | Giuseppe Basile     | 3    | 5    | 2    |
| GA                 | 00                 | Eric Visentin       | n.e. | n.e. | n.e. |
| C                  | 1                  | Marco Di Pizzo      | 12   | 7    | 1    |
| A                  | 17                 | Enzo Cena           | 5    | 0    | 0    |
| P                  | 21                 | Vincenzo Provenzani | 0    | 0    | 0    |
| Allenatore:        |                    |                     |      |      |      |
| Alex Righetti      |                    |                     |      |      |      |

## Premi individuali
Serie A2
| Premio             | Giocatore         | Squadra             | Fonte |
| ------------------ | ----------------- | ------------------- | ----- |
| MVP                | Josh Mayo         | Napoli Basket       | [ 1 ] |
| Miglior Under21    | Lodovico Deangeli | Amici Pall. Udinese | [ 1 ] |
| Miglior Allenatore | Matteo Boniciolli | Amici Pall. Udinese | [ 2 ] |

Serie B
| Premio             | Giocatore           | Squadra          | Fonte |
| ------------------ | ------------------- | ---------------- | ----- |
| MVP                | Sebastian Vico      | Bakery Piacenza  | [ 3 ] |
| Miglior Under21    | Marco Di Pizzo      | Sebastiani Rieti | [ 3 ] |
| Miglior Allenatore | Federico Campanella | Bakery Piacenza  | [ 4 ] |